# Леви, Джейн
Джейн Ле́ви (англ. Jane Levy, род. 29 декабря 1989, Лос-Анджелес) — американская актриса, наиболее известная по своей роли Тессы Альтман в ситкоме «Пригород» и роли Мии в фильме ужасов «Зловещие мертвецы: Черная книга», снятым Феде Альваресом. В 2016 году она снова сотрудничала с Альваресом, получив главную роль в фильме ужасов «Не дыши». Благодаря этим ролям, она получила статус «королевы ужасов». С 2018 года Леви снимается в роли Дайан «Джеки» Торранс в сериале ужасов Hulu «Касл-Рок».

## Ранняя жизнь
Джейн Колбёрн Леви родилась в Лос-Анджелесе в семье художницы Мэри Леви и музыканта Лестора Леви. Её отец — еврей, а мать — английского, шотландского и ирландского происхождения. Она выросла в округе Марин, Северная Калифорния, где и окончила среднюю школу. Учась в школе, Леви, была капитаном женского футбольного клуба и одновременно занималась хип-хоп танцами, а также выступала в местном театре в мюзиклах «Энни» и «Волшебник из страны Оз». Затем она училась в Гаучер-колледже, а позже поступила в Актёрскую студию Стеллы Адлер в Нью-Йорке.

## Карьера
После двух лет обучения в Нью-Йорке Джейн Леви вернулась обратно в Лос-Анджелес и вскоре получила периодическую роль Мэнди Милкович в 1-м сезоне телесериала канала Showtime «Бесстыжие».
В феврале 2011 года, имея в своём резюме только одну второстепенную роль, Джейн Леви получила главную роль в комедийном телесериале канала ABC «Пригород», где также снимаются Джереми Систо, Шерил Хайнс и Ана Гастейер. В шоу Леви играет роль Тессы Альтман — главной героини, от лица которой ведётся повествование истории. Сериал получил хорошие отзывы от критиков благодаря своей необычной сатиристической манере съёмок, а также стал успешен в телевизионных рейтингах. Леви была названа одной из звёзд года по версии TV Guide, а AOL поместил актрису на одиннадцатое место в своём рейтинге самых смешных женщин в бизнесе. В 2011 году журнал Forbes включил её в список «30 Under 30» в категории «Развлечения».
Леви дебютировала на большом экране в независимом фильме «Никто не уходит», премьера которого прошла весной 2012 года в рамках кинофестиваля «Сандэнс». Также она сыграла одну из главных ролей в комедии режиссёра Джоша Шварца «Коротышка» с Викторией Джастис и Челси Хэндлер, который был выпущен в прокат на Хэллоуин в 2012 году. 3 февраля 2012 года было объявлено, что Леви будет играть главную роль в фильме «Зловещие мертвецы: Чёрная книга», ремейке классического фильма ужасов 1981 года. В феврале 2013 года появилась информация, что Леви будет играть главную роль в триллере «Проклятое место» (англ. In a Dark Place) о молодой гувернантке, которая переезжает в Англию и устраивается на работу в семью, которая коллекционирует фарфоровые куклы. Когда она остаётся одна, то понимает, что кукла может быть жива. Проект остался в замороженном состоянии. В 2014 году, Леви получила главную роль в экшн-фильме Monster Trucks производства Paramount, с бюджетом более ста миллионов. Одновременно с этим она взяла на себя ведущую роль в независимом драматическом мюзикле Bang Bang Baby о молодой девушке из маленького городка, которая мечтает о карьере певицы живя в 1960-х годах.
В начале 2016 года Леви была приглашена на главную роль в пилот комедийного сериала «Моё время/твоё время» для CBS, что стало её первым телевизионным проектом со времён завершения «Пригород» весной 2014 года. Однако позже стало известно, что CBS не стал заказывать полный сезон сериала.
25 апреля 2016 года стало известно, что Джейн исполнит одну из ролей в продолжении сериала «Твин Пикс». В 2017 году, Джейн исполнила роль Джой Гринфилд в комедийно-драматическом веб сериале «А вот и Джонни!». В 2018 году Джейн исполнила главную женскую роль в комедии «Офисный беспредел». В 2018 году, Джейн исполнила роль Кэтрин в драматическом фильме снятом Джеймсом Франко — «Притворщики».

## Личная жизнь
3 марта 2011 года Леви вышла замуж за актёра Джейма Фрейтаса. Согласно судебным документам, супруги разошлись 31 октября 2011 года. В апреле 2013 года Леви подала на развод, сославшись на непримиримые разногласия.

## Фильмография

### Фильмы
| Год  | Название на русском                            | Название на английском                     | Роль                   | Примечания             |
| ---- | ---------------------------------------------- | ------------------------------------------ | ---------------------- | ---------------------- |
| 2012 | Никто не уходит                                | Nobody Walks                               | Кэролайн               |                        |
| 2012 | Коротышка                                      | Fun Size                                   | Эприл                  |                        |
| 2013 | Зловещие мертвецы: Чёрная книга                | The Evil Dead                              | Мия                    |                        |
| 2014 | Об Алексе                                      | About Alex                                 | Кейт                   |                        |
| 2014 | Фрэнк и Синди                                  | Frank and Cindy                            | Кейт                   |                        |
| 2014 | Пиф-паф крошка                                 | Bang Bang Baby                             | Степпи                 |                        |
| 2015 | Николас и Хиллари                              | Nicholas & Hillary                         | Хиллари                | Короткометражный фильм |
| 2015 | Сейчас здесь                                   | Here Now                                   | Мел                    | Короткометражный фильм |
| 2016 | Не дыши                                        | Don’t Breathe                              | Роки                   |                        |
| 2017 | Монстр-траки                                   | Monster Trucks                             | Мередит                |                        |
| 2017 | В этом мире я больше не чувствую себя как дома | I Don’t Feel at Home in This World Anymore | Дез                    |                        |
| 2018 | Офисный беспредел                              | Office Uprising                            | Саманта                |                        |
| 2018 | Притворщики                                    | The Pretenders                             | Кэтрин                 |                        |
| 2023 | Токсичный мститель                             | The Toxic Avenger                          | представитель компании |                        |

### Телевидение
| Год         | Название на русском         | Название на английском        | Роль              | Примечания                |
| ----------- | --------------------------- | ----------------------------- | ----------------- | ------------------------- |
| 2011        | Бесстыжие                   | Shameless                     | Мэнди Милкович    | 5 эпизодов                |
| 2011 — 2014 | Пригород                    | Suburgatory                   | Тесса Альтман     | Главная роль, 57 эпизодов |
| 2016        | Моё время/твоё время        | My Time/Your Time             | Марли             | Главная роль              |
| 2017        | Твин Пикс                   | Twin Peaks                    |                   |                           |
| 2017        | А вот и Джонни!             | There’s… Johnny!              | Джой Гринфилд     |                           |
| 2018        | Касл-Рок                    | Castle Rock                   | Джеки             |                           |
| 2019        | Что/если                    | What/If                       | Лиза Руис-Донован | Главная роль              |
| 2020 — 2021 | Необыкновенный плейлист Зои | Zoey’s Extraordinary Playlist | Зои Кларк         | Главная роль              |